# جو سكوت (لاعب كرة قدم)
جو سكوت (بالإنجليزية: Joe Scott)‏ (15 مارس 1901 في المملكة المتحدة - 1972) هو لاعب كرة قدم بريطاني (وحمل سابقاً جنسية المملكة المتحدة لبريطانيا العظمى وأيرلندا) في مركز مهاجم داخلي. لعب مع نادي سندرلاند ونادي أشينغتون ‏ ونادي ساوث شيلدز ‏ ودارلينجتون إف سى.